# Halford III: Winter Songs
Halford III: Winter Songs utkom 2009 och är det tredje studioalbumet från Halford. Albumet innehåller 10 låtar, samtliga är julsånger.

## Låtlista
1. Get Into The Spirit
2. What Child Is This
3. Oh Come O Come Emanuel
4. Winter Song
5. We Three Kings
6. Oh Holy Night
7. When Christmas Comes For Everyone
8. Oh Come All Ye Faithful
9. I Don't Care If It's Christmas Night
10. Light of the World